# Taekwondo en los Juegos Olímpicos de Tokio 2020
El torneo de taekwondo en los Juegos Olímpicos de Tokio 2020 se realizó en el Pabellón A del Makuhari Messe, ubicado en la ciudad de Chiba, del 24 al 27 de julio de 2021.
En total fueron disputadas en este deporte 8 pruebas diferentes, 4 masculinas y 4 femeninas. El programa de competiciones se mantuvo como en la edición anterior.

## Medallistas

### Masculino
| Evento               | Oro                           | Plata                                     | Bronce                                                      |
| -------------------- | ----------------------------- | ----------------------------------------- | ----------------------------------------------------------- |
| –58 kg (24 de julio) | Vito Dell'Aquila · Italia     | Mohamed Jalil Yendubi · Túnez             | Mijail Artamonov · ROC Jang Jun · Corea del Sur             |
| –68 kg (25 de julio) | Ulugbek Rashitov · Uzbekistán | Bradly Sinden · Reino Unido               | Hakan Reçber · Turquía Zhao Shuai · República Popular China |
| –80 kg (26 de julio) | Maxim Jramtsov · ROC          | Saleh El-Sharabati · Jordania             | Toni Kanaet · Croacia Seif Isa · Egipto                     |
| +80 kg (27 de julio) | Vladislav Larin · ROC         | Deyan Gueorguievski · Macedonia del Norte | In Kyo-Don · Corea del Sur Rafael Alba Castillo · Cuba      |

### Femenino
| Evento               | Oro                                 | Plata                         | Bronce                                                   |
| -------------------- | ----------------------------------- | ----------------------------- | -------------------------------------------------------- |
| –49 kg (24 de julio) | Panipak Wongpattanakit · Tailandia  | Adriana Cerezo · España       | Abishag Semberg · Israel Tijana Bogdanović · Serbia      |
| –57 kg (25 de julio) | Anastasija Zolotic · Estados Unidos | Tatiana Minina · ROC          | Lo Chia-Ling · China Taipéi Hatice Kübra İlgün · Turquía |
| –67 kg (26 de julio) | Matea Jelić · Croacia               | Lauren Williams · Reino Unido | Ruth Gbagbi · Costa de Marfil Hedaya Wahba · Egipto      |
| +67 kg (27 de julio) | Milica Mandić · Serbia              | Lee Da-Bin · Corea del Sur    | Althéa Laurin · Francia Bianca Walkden · Reino Unido     |

## Medallero
| Núm. | País                    | Oro | Plata | Bronce | Total |
| ---- | ----------------------- | --- | ----- | ------ | ----- |
| 1    | ROC                     | 2   | 1     | 1      | 4     |
| 2    | Croacia                 | 1   | 0     | 1      | 2     |
| 2    | Serbia                  | 1   | 0     | 1      | 2     |
| 4    | Estados Unidos          | 1   | 0     | 0      | 1     |
| 4    | Italia                  | 1   | 0     | 0      | 1     |
| 4    | Tailandia               | 1   | 0     | 0      | 1     |
| 4    | Uzbekistán              | 1   | 0     | 0      | 1     |
| 8    | Reino Unido             | 0   | 2     | 1      | 3     |
| 9    | Corea del Sur           | 0   | 1     | 2      | 3     |
| 10   | España                  | 0   | 1     | 0      | 1     |
| 10   | Jordania                | 0   | 1     | 0      | 1     |
| 10   | Macedonia del Norte     | 0   | 1     | 0      | 1     |
| 10   | Túnez                   | 0   | 1     | 0      | 1     |
| 14   | Egipto                  | 0   | 0     | 2      | 2     |
| 14   | Turquía                 | 0   | 0     | 2      | 2     |
| 16   | República Popular China | 0   | 0     | 1      | 1     |
| 16   | China Taipéi            | 0   | 0     | 1      | 1     |
| 16   | Costa de Marfil         | 0   | 0     | 1      | 1     |
| 16   | Cuba                    | 0   | 0     | 1      | 1     |
| 16   | Francia                 | 0   | 0     | 1      | 1     |
| 16   | Israel                  | 0   | 0     | 1      | 1     |
|      | TOTAL                   | 8   | 8     | 16     | 32    |